# Hyphessobrycon pytai
Hyphessobrycon pytai är en fiskart som beskrevs av Jacques Géry och Mahnert, 1993. Hyphessobrycon pytai ingår i släktet Hyphessobrycon och familjen Characidae. Inga underarter finns listade i Catalogue of Life.